# Distrito de Joniškis

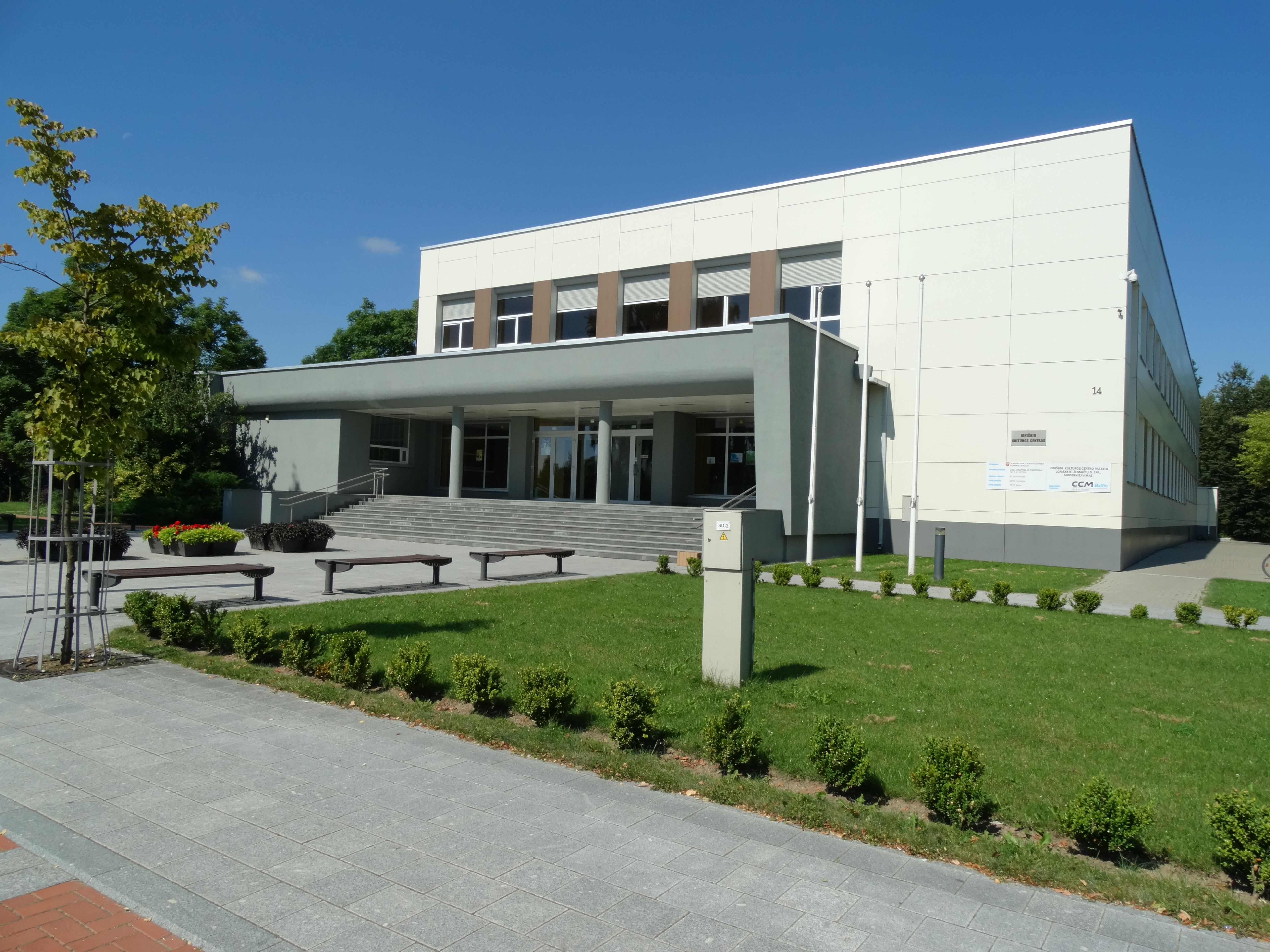
Centro cultural de Joniškis

La Municipalidad Distrito de Joniškis (en lituano, Joniškio rajono savivaldybė) es un municipio lituano situado en la provincia de Šiauliai. Según el censo de 2021, tiene una población de 21 284 habitantes.
Su capital es Joniškis.
Se ubica en el norte de la provincia y es fronterizo al norte con Letonia.

## Subdivisiones
Se divide en 10 seniūnijos (entre paréntesis la localidad principal):
- Seniūnija de Gaižaičiai (Gaižaičiai)
- Seniūnija de Gataučiai (Gataučiai)
- Seniūnija de Joniškis (Joniškis)
- Seniūnija de Kepaliai (Kirnaičiai)
- Seniūnija de Kriukai (Kriukai)
- Seniūnija de Rudiškiai (Rudiškiai)
- Seniūnija de Satkūnai (Satkūnai)
- Seniūnija de Saugėlaukis (Bariūnai)
- Seniūnija de Skaistgirys (Skaistgirys)
- Seniūnija de Žagarė (Žagarė)